# حاجي بيرام ولي
حاجي بيرام ولي هو شاعر وولي تركي ومتصوف حنبلي، وهو مؤسس الطريقة البيرامية. ولد في إحدى قرى أنقرة في سنة 753هـ/1352م وتوفي في سنة 833هـ/1430م.

## حياته

### حياته السابقة
ولد الحاج بيرام في قرية صغيرة في أنقرة، عاش بين عامي 1352م و1430م، أسمهُ الأصلي هو نعمان وقام بتغيره بعد لقاءه بشيخه الشيخ حامد حميد الدين ولي غير أسمه لبيرام، عمل ك مُدرس بأحد المدارس وكان يُلقب بالملا نعمان حتى لقاءه بشيخه المتصوف المُلقب بصمونجي بابا فترك التدريس وأصبح مريداً لشيخه.

#### ذهابه للحج
بعد أن عاش في بورصة لفترة ذهب الحاج بيرام مع شيخه إلى الحج عام 1412م وأثناء رحلتهم أكمل السلوك على يدي شيخه، وقبل وفاة شيخه بنفس العام أعطى المشيخة لبيرام وطلب منه أن يذهب إلى أنقرة بعد الصلاة على جنازته وينشر طريقته الذي أصبح أسمها الطريقة البيرامية وقام ببناء تكيّة هناك.